# Ericka Lorenz
Ericka Lorenz (San Diego (Califórnia), 18 de fevereiro de 1981) é uma jogadora de polo aquático estadunidense, medalhista olímpica.

## Carreira
Ericka Lorenz fez parte do elenco medalha de prata em Sydney e bronze em Atenas 2004 Ela é tricampeã dos Jogos Pan-Americanos, 2003, 2007 e 2011.